# Enhanced Graphics Adapter
EGA, acronimo che sta per Enhanced Graphics Adapter, è una scheda grafica prodotta nel 1984 da IBM. Costituisce l'evoluzione del precedente standard CGA.

## Caratteristiche
A differenza del CGA, l'EGA fornisce la possibilità di avere 16 colori da una palette di 64 e possibilità di avere una risoluzioni fino ai 640×350 per la grafica; per i modi testuali invece si era sempre vincolati a una "risoluzione" massima di 80 colonne per 25 righe.
A quell'epoca il divario di prestazioni visive era notevole, e negli home computer venne molto utilizzata soprattutto per i giochi, ai quali conferiva un "realismo" molto più elevato di quanto fino ad allora visto.
Sempre nel 1984 IBM introdusse un altro standard, Professional Graphics Controller, molto più avanzato rispetto all'EGA (dotato anche di accelerazione 3D) e dedicato a un pubblico di professionisti, ma altrettanto rapido nel diventare obsoleto.
Tuttavia le difficoltà di programmazione (relative alla gestione dei 4 piani di bit) e l'insufficienza per l'utilizzo in applicazioni professionali, ne hanno decretato una rapida fine: infatti dopo soli 3 anni uscì lo standard VGA, sempre di IBM, che forniva prestazioni superiori sia in termini di risoluzione sia di numero di colori, e una ben più semplice gestione dei medesimi per i programmatori, ma soprattutto con la risoluzione 640 x 480 i pixel quadrati sui monitor 4:3 del periodo.

## La palette grafica EGA

La palette completa EGA.

La palette EGA permette di utilizzare tutti i 16 colori CGA simultaneamente, e permette che ciascuno di questi sia selezionato da un totale di 64 colori (due bit per ciascun canale, rosso, verde e blu). Questo permette anche che il colore sia utilizzato senza nessun hardware aggiuntivo.  La successiva VGA consente un'ulteriore personalizzazione dei colori.
Come detto sopra, quando si seleziona un colore dalla palette EGA, vengono utilizzati due bit per ciascun canale. Da questo consegue che ciascun canale venga ad avere un valore compreso tra 0 e 3 (00 - 11 in binario). Per selezionare il colore magenta, il rosso e il blue devono essere di media intensità (2, 10 in binario) e il valore del canale verde pari a 0.
Quando si considera il valore nella palette EGA, il numero binario del colore desiderato è nella forma "rgbRGB", dove la lettera minuscola è il bit meno significativo del canale intensità e la maiuscola è quello più significativo. Sempre per il magenta, quindi, il bit più significativo nei canali rosso e blu è 1, per cui le lettere R e B (maiuscole) saranno poste a 1. Tutte le altre cifre saranno poste a 0, per cui il binario risultante 000101 sta a indicare il magenta.
Poiché questo numero espresso in decimale equivale a 5, impostando l'indice della palette a 5 il pixel corrispondente sarà magenta.
I possibili 16 colori della palette di default sono listati nella tabella sottostante.
| Palette standard EGA                       | Palette standard EGA | Palette standard EGA |
| Colore                                     | rgbRGB               | Decimale             |
| ------------------------------------------ | -------------------- | -------------------- |
| 0 — nero (#000000)                         | 000000               | 0                    |
| 1 — blu (#0000AA)                          | 000001               | 1                    |
| 2 — verde (#00AA00)                        | 000010               | 2                    |
| 3 — ciano (#00AAAA)                        | 000011               | 3                    |
| 4 — rosso (#AA0000)                        | 000100               | 4                    |
| 5 — magenta (#AA00AA)                      | 000101               | 5                    |
| 6 — marrone (#AA5500)                      | 010100               | 20                   |
| 7 — bianco / grigio chiaro (#AAAAAA)       | 000111               | 7                    |
| 8 — grigio scuro / nero luminoso (#555555) | 111000               | 56                   |
| 9 — blu luminoso (#5555FF)                 | 111001               | 57                   |
| 10 — verde luminoso (#55FF55)              | 111010               | 58                   |
| 11 — ciano luminoso (#55FFFF)              | 111011               | 59                   |
| 12 — rosso luminoso (#FF5555)              | 111100               | 60                   |
| 13 — magenta luminoso (#FF55FF)            | 111101               | 61                   |
| 14 — giallo luminoso (#FFFF55)             | 111110               | 62                   |
| 15 — bianco luminoso (#FFFFFF)             | 111111               | 63                   |

## Esempio
Esempi di software in modalità EGA:

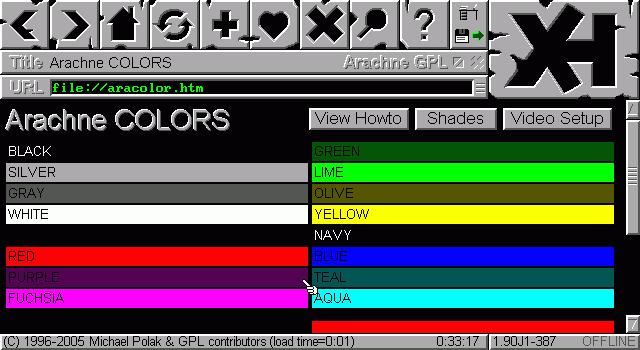
Il browser Arachne in EGA.